# Wyspa Pucka-Kępa Parnicka
Wyspa Pucka-Kępa Parnicka – dawne osiedle administracyjne Szczecina, należące do dzielnicy Śródmieście. Istniało w latach 1955–1976. Według danych z 6 grudnia 1960 r. osiedle zamieszkiwało 1317 osób; było to najsłabiej zaludnione osiedle w dzielnicy.
W 1990 r. przywrócono zlikwidowany w 1976 r. podział miasta na cztery dzielnice. Powołano wówczas nowe osiedle o nazwie Międzyodrze-Wyspa Pucka, które weszło w skład dzielnicy Śródmieście jako jedno z 10 osiedli.